# Матієвичі (Кула-Норинська)
43°02′ пн. ш. 17°36′ сх. д. / 43.03° пн. ш. 17.60° сх. д.
Матієвичі (хорв. Matijevići) — населений пункт у Хорватії, у Дубровницько-Неретванській жупанії у складі громади Кула Норинська.

## Населення
Населення за даними перепису 2011 року становило 98 осіб.
Динаміка чисельності населення поселення: